# Euripersia sardiniae
Euripersia sardiniae är en insektsart som först beskrevs av Leonardi 1908.  Euripersia sardiniae ingår i släktet Euripersia och familjen ullsköldlöss. Inga underarter finns listade i Catalogue of Life.